# Ed Oates
 (mai 2018).
Si vous disposez d'ouvrages ou d'articles de référence ou si vous connaissez des sites web de qualité traitant du thème abordé ici, merci de compléter l'article en donnant les références utiles à sa vérifiabilité et en les liant à la section « Notes et références ».
Edward A. "Ed" Oates (né en 1946) est un homme d'affaires américain.

## Biographie
Ed Oates a obtenu en 1968 une licence en mathématique à l'Université d'État de San José.
Il a cofondé Software Development Labs en août 1977 avec Larry Ellison et Bob Miner.Cette entreprise est devenue plus tard Oracle Corporation.